# فياريال دي ألافا
بلدية فياريال دي ألافا (بالإسبانية: Villarreal de Álava) هي بلدية تقع في مقاطعة ألافا التابعة لإقليم الباسك شمال إسبانيا.

## الديموغرافيا
يبلغ عدد سكان بلدية فياريال دي ألافا 1.698 نسمة عام 2011 (وفقاً للمعهد الوطني للإحصاء الإسباني).
| 1.311 | 1.333 | 1.418 | 1.499 | 1.587 | 1.643 | 1.698 |